# Арне Берґ (велогонщик)
Арне Берґ (швед. Arne Berg, 3 грудня 1909 — 15 лютого 1997) — шведський велогонщик.
Бронзовий призер Олімпійських Ігор 1932 року в командній шосейній гонці.